# Sedum meyranianum
Sedum meyranianum là một loài thực vật có hoa trong họ Crassulaceae. Loài này được J. Metzg. miêu tả khoa học đầu tiên.